# Hans Otto Lehnert

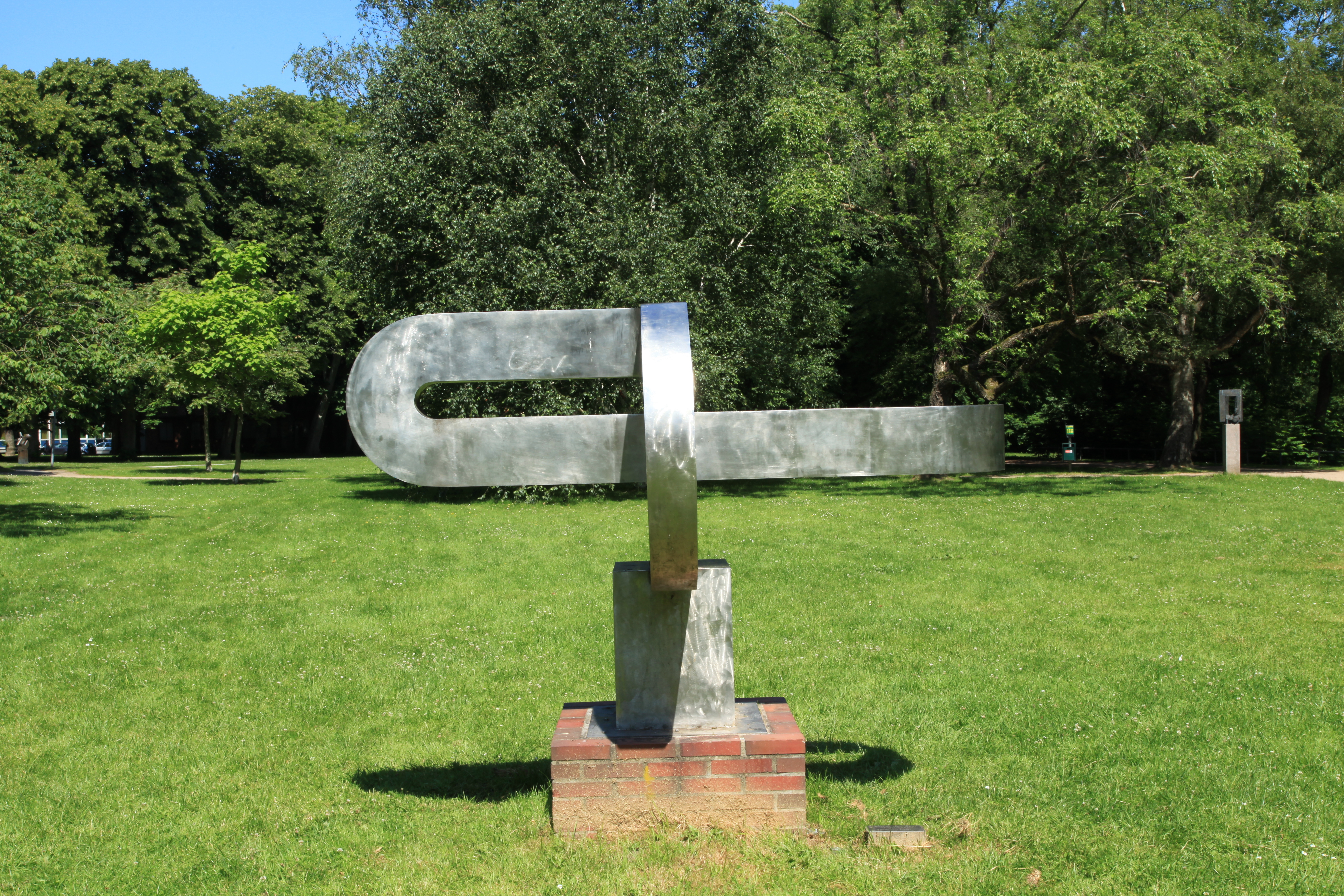
Skulptur „Traum von der Wiederkehr“ im Hans-Heinemann-Park in Rendsburg

Hans Otto Lehnert (* 26. Dezember 1937 in Kalthof; † 14. Mai 2012) war ein deutscher Kunstschmied, Bildhauer und Metallgestalter.

## Leben
Lehnert wurde 1937 in Kalthof (Kreis Preußisch Holland) in Ostpreußen geboren. 1955 legte er die Gesellenprüfung als Schmied ab und gründete 1965 eine eigene Werkstatt, zunächst in Rüdersdorf, später in Gosen. 1975 erfolgte die Anerkennung als Kunstschaffender im Handwerk. 1982 absolvierte er einen Weiterbildungskurs an der Hochschule für industrielle Formgestaltung Halle. Nach der Wende zog Lehnert mit seiner Werkstatt nach Rodenäs in Nordfriesland. Er starb am 14. Mai 2012.

## Werke (Auswahl)

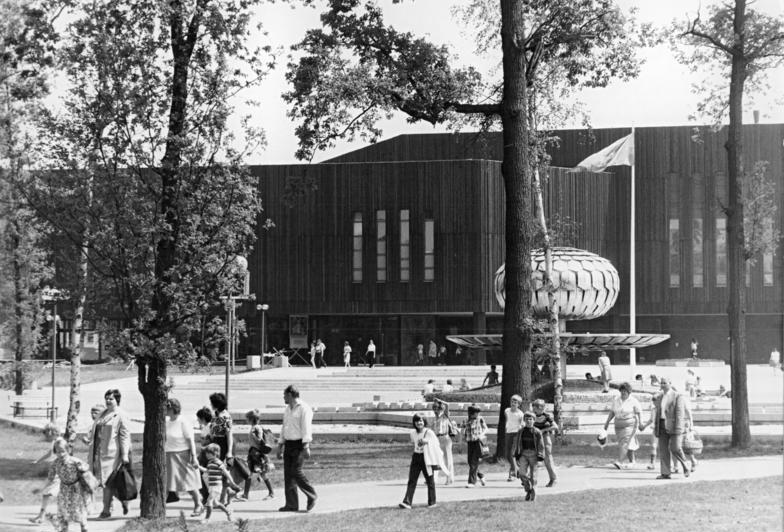
Springbrunnen im Pionierpalast Wuhlheide, 1981

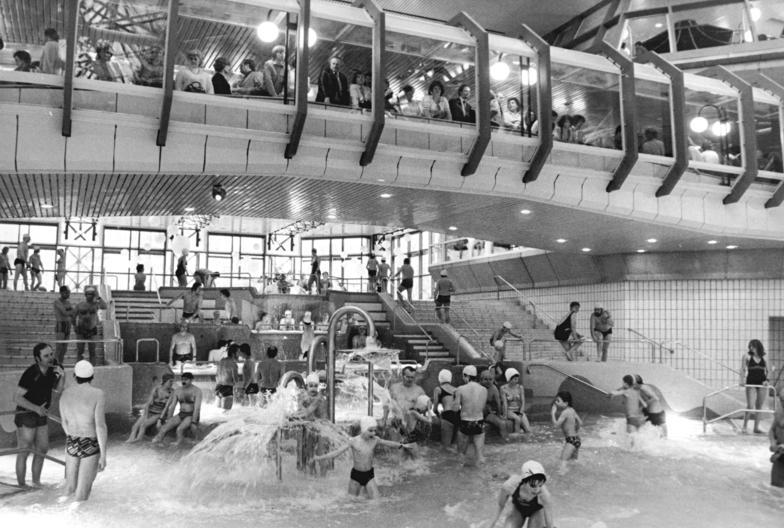
Wasserkaskaden im SEZ Berlin, 1981

### Eigene Werke
- Wasserkaskaden und Außenwerbung (Edelstahl geschliffen, 1980), Sport- und Erholungszentrum (SEZ) Berlin[1]
- Aufbrechende Pflanze (Edelstahl, geschliffen, geschmiedet, aufgespritzt, lasiert, 1981), IGA Erfurt
- Metallgestaltung (1986), Raumensemble bestehend aus einem Klanggitter, einer Heizkörperverkleidung, Treppengeländer, geätzter Rückwand und drei Strahlenleuchtern in der Empfangshalle des Hotel Lunik Eisenhüttenstadt
- Bodenskulptur (1991), Nortrof[4]
- Traum von der Wiederkehr, Rendsburg[4]
- Fahrstuhlschachtwände und Empore (um 1999), Neubau der Emil-Nolde-Schule in Neukirchen[5]
- Die Versuchung (2004) , Bad Dürkheim, Weinstraße-Nord[6]
- Skupturenpark im Bergpark Gosen – vor dem ehemaligen Gebäude-Ensemble des Ministeriums für Staatssicherheit (aus seinem Nachlass 2015 errichtet)[7][8]

### Technische Ausführung
- Großer Kugelbrunnen (Stahl geschweißt, 1978/1979), vor dem Pionierpalast Ernst Thälmann Berlin-Wuhlheide, nach den Entwürfen von Günter Stahn und Hans-Joachim Kunsch[1]
- Lampen (1982), neue Friedrichsbrücke Berlin nach Entwurf von Herbert Ricken[1]

## Ausstellungen (Auswahl)
- 1984 Eisenhüttenstadt, Friedrich-Wolf-Theater (Metallgestaltung)
- 1992 Husum (Metallplastiken)[9]
- 1998 Skulpturensommer in Bissee[10]